# Friedrich Wille (Schriftsteller)
Friedrich Wille (* 1. Mai 1925 in Brunsen; † 28. Juli 2015 in Einbeck) war ein deutscher Autor, der überwiegend in niederdeutscher Sprache veröffentlichte.

## Leben
Nach der Volksschule besuchte der Sohn eines Stellmachers die Handelsschule und wurde Industriekaufmann. 1943 wurde er Soldat und kehrte erst im November 1945 schwerverwundet und krank heim. Nach dem Zweiten Weltkrieg arbeitete er zunächst als Stellmacher im väterlichen Betrieb, bis er 1950 nach einem Sportunfall die körperlich schwere Arbeit nicht mehr ausführen konnte. Von 1951 bis 1973 war er Gemeindekassierer und Standesbeamter für die Gemeinden der Samtgemeinde "Auf dem Berge", half aber nebenbei noch in der Stellmacherei seines Vaters. Ab 1973 bis zu seinem Ruhestand arbeitete er in der Stadtkasse von Einbeck.
1978 bis 1981 erschienen erste plattdeutsche Beiträge in der Einbecker Morgenpost, von 1980 bis 1984 folgten weitere in der Dasseler Rundschau und im Weserberglandkalender. 1984 schrieb Wille das historische Schauspiel De Waintröge, das er mit einer Laienspielgruppe in Brunsen aufführen ließ. Sein erstes Buch Das plattdeutsche Wagenrad erschien 1979 im Hildesheimer Gerstenberg Verlag. Ferner übertrug er die gesamte Bibel in seine ostfälische Mundart und veröffentlichte das Buch im Selbstverlag, weil kein Verleger das finanzielle Risiko übernehmen wollte. Außerdem übersetzte er alle Werke von Wilhelm Busch, der selbst auch einige Geschichten in ostfälischem Platt schrieb. Außerdem war Wille der Verfasser zahlreicher weiterer Bücher und übertrug Literatur, Märchen und Gesangbuchtexte ins Plattdeutsche.
Verdient gemacht hat sich Wille auch um die Erinnerung an die NS-Zwangsarbeiter, die er mit mehreren Buch-Veröffentlichungen in hochdeutscher Sprache für die Nachwelt festhielt.
Friedrich Wille war verheiratet und hatte 12 Kinder.

## Ehrungen
- 1999: Niedersächsisches Verdienstkreuz am Bande für seine Verdienste um die ostfälisch-niederdeutsche Sprache

## Werke

### Plattdeutsch
- Das Plattdeutsche Wagenrad: Ostfälisches Platt aus Einbeck. Gerstenberg-Verlag, Hildesheim 1979, ISBN 3-8067-0810-X.
- De Plattduitsche Baibel. Eigenverlag, Einbeck 1990.
- Et Plattduitsche Schimpwurtböok. Ostfalia-Verlag, 1994, ISBN 3-926560-28-2.
- Et Plattduitsche Märchenböok. 12 von Grimms Märchen naavertellt up ostfälisch Platt. Bilder von Ludwig Richter. Ostfalia-Verlag, Osterwieck, ISBN 3-926560-23-1.
- Et Plattduitsche Wilhelm-Busch-Böok. Einbeck 1998.
- Klingende Heimat up Platt.
- Main Plattduitschet Jahrhundertböok. 2000, ISBN 3-89811-894-0.
- Lüttjet Plattduitschet Gesangböok: De Gesänge un Gebete sind overdragen up ostfälisch Platt. 2001, ISBN 3-8311-2884-7.
- Robinson Plattdeutsch. 2002, ISBN 3-8311-3182-1.
- Münchhausen Plattdeutsch. 2002, ISBN 3-8311-3183-X.
- Klaar Duitsch. Vertellen up Platt. 2004, ISBN 3-8334-0770-0.
- Et ostfälische Cheruskerböok.

### Hochdeutsch
- Die Zwangsarbeiterin. 2000.
- Der Dreifachmord in der Großen Mühle. 2004.
- Dorfgeschichte Brunsen.
- Der Gewerkschafter Arthur Jensen.
- Dorfgeschichte Voldagsen und Hallensen.

## Tonträger
- Vertellen op Platt. (CD). Ostfalia Verlag, Osterwieck 2006, ISBN 3-8341-0107-9.